# SN 2002bn
SN 2002bn – supernowa typu Ia odkryta 8 marca 2002 roku w galaktyce UGC 6527. W momencie odkrycia miała maksymalną jasność 17,00m.